# Team Europe
Rozgrywki, w których występują drużyny reprezentujące Europę:
- Puchar Lavera – tenis ziemny
- Puchar Rydera – golf
- Puchar Solheima – kobiecy golf
- Puchar Mosconi – dziewiątka (bilard)
- Puchar Webera – kręgle
- Kontynentalny Puchar Curlingu – curling
- Puchar Interkontynentalny – lekkoatletyka
- NFL Mistrzostwa Świata Juniorów – futbol amerykański
- Euro-Asia Cup – tenis stołowy